# Bluedawn
Bluedawn (кор. 푸른새벽, Pureun Saebyeok, укр. «Блакитний/сумний світанок») — колишній інді фолк-рок дует з Південної Кореї.

## Історія
Учасниками гурту були Dawn (укр. «Світанок», справжнє ім'я — Хан Хві Чон, кор. 한희정; вокал, акустична гітара, фортепіано та програмування) та Ссоро (англійською часто ім'я записувалося як «Sorrow», укр. «Смуток»; справжнє ім'я: Чон Сан Хун, кор. 정상훈; електрогітара, акустична гітара, вокал, та програмування). Гурт існував на початку 2000-х, і випустив два альбоми, а також один компакт-диск, що складався з двох мініальбомів. Їхній альбом 2003 року Bluedawn записаний за участі додаткових музикантів Orange_drink (укр. «Помаранчевий_напій») (ударні) та yjroom (електрогітара) у пісні «Соньон» («소년»).
Дует розпався в кінці 2006 або на початку 2007 року, після запису останнього альбому «Коли приходить весна» When Spring Comes (보옴이 오면). Dawn планувала записати перший сольний альбом на лейблі Pastel Music.
16 листопада 2012 року Чонг Санг-Хун у Твітері оголосив, що Bluedawn об'єднаються аби у грудні 2012 року випустити різдвяний альбом.

## Дискографія
- 2003 — Bluedawn (Lo-fi cavare sound)
- 2005 — Submarine Sickness + Waveless (Pastel Music)
- 2006 — When Spring Comes (보옴이 오면) (CJ Media Line)
- 2012 — Blue Christmas